# 加弗倫嶺
72°39′S 0°27′E / 72.650°S 0.450°E
加弗倫嶺是南極洲的山嶺，位於東部南極洲的毛德皇后地，屬於斯維爾德魯普山脈的一部分，該山嶺由德國的探險隊發現。